# Condado de Northampton (Pensilvânia)
O Condado de Northampton (em inglês:  Northampton County) é um dos 67 condados do estado americano da Pensilvânia. A sede e maior cidade do condado é Easton. Foi fundado em 7 de março de 1752.
O condado possui uma área de 977 km², dos quais 20 km² estão cobertos por água, uma população de 297 735 habitantes, e uma densidade populacional de 311 hab/km² (segundo o censo nacional de 2010).